# Massa corporal
O termo massa corporal, ou peso corporal,  

O termo massa corporal, ou peso corporal é a massa ou peso de uma pessoa. Falando estritamente, o peso corporal é a medição da massa sem itens localizados na pessoa. Na prática, no entanto, o peso corporal pode ser medido com as roupas vestidas, mas sem sapatos ou acessórios pesados, como telefones celulares e carteiras, usando balanças manuais ou digitais. Excesso ou redução do peso corporal é considerado um indicador para determinar a saúde de uma pessoa, sendo que a medição do volume corporal fornece uma dimensão extra ao calcular a distribuição do peso corporal.
O peso médio do adulto humano varia por continente, de cerca de 60 kg (130 lb) na Ásia e África até cerca de 80 kg (180 lb) na América do Norte, com os homens, em média, pesando mais do que as mulheres.

## Estimativa em crianças
Existem vários métodos para estimar o peso em crianças em situações (como emergências) em que o peso real não pode ser medido. A maioria envolve um pai ou profissional de saúde fazendo uma estimativa do peso da criança por meio de fórmulas de estimativa de peso. Essas fórmulas baseiam-se na idade da criança e em sistemas de estimativa de peso baseados em fita. Das muitas fórmulas usadas para estimar o peso corporal, algumas incluem a fórmula APLS (Advanced Pediatric Life Support), a fórmula de Leffler e a fórmula de Theron. Há também vários tipos de sistemas baseados em fita para estimar o peso das crianças, sendo o mais conhecido a fita de Broselow. A fita de Broselow é baseada no comprimento, com o peso lido na área de cor apropriada. Sistemas mais recentes, como a fita PAWPER, utilizam um processo simples em duas etapas para estimar o peso: a estimativa de peso baseada no comprimento é modificada de acordo com o hábito corporal da criança para aumentar a precisão da previsão final do peso.

A fórmula de Leffler é usada para crianças de 0 a 10 anos de idade.  Para aquelas com menos de um ano, é:
{\displaystyle m={\tfrac {1}{2}}a_{m}+4}
e para aquelas de 1 a 10 anos de idade, é:
{\displaystyle m=2a_{y}+10}
onde m é o número de quilogramas que a criança pesa e am e ay são, respectivamente, o número de meses ou anos de idade da criança.

A fórmula de Theron é:
{\displaystyle m=e^{0.175571a_{y}+2.197099}}
onde m e ay são como acima.

## Flutuação
O peso corporal varia em pequenas quantidades ao longo do dia, pois a quantidade de água no corpo não é constante. Ele muda devido a atividades como beber, urinar ou se exercitar. Participantes de esportes profissionais podem se desidratar deliberadamente para se enquadrar em uma categoria de peso mais baixa, prática conhecida como redução de peso.

## Peso corporal ideal
O peso corporal ideal (IBW, na sigla em inglês) foi inicialmente introduzido por Ben J. Devine em 1974 para permitir a estimativa de depuração de medicamentos em pacientes obesos; pesquisadores desde então mostraram que o metabolismo de certos medicamentos está mais relacionado ao IBW do que ao peso corporal total. O termo foi baseado no uso de dados de seguro que demonstraram a mortalidade relativa para homens e mulheres de acordo com diferentes combinações de altura-peso.
A estimativa mais comum do IBW é feita pela fórmula de Devine; outros modelos existem e têm resultados semelhantes. Outros métodos usados na estimativa do peso corporal ideal são o Índice de massa corporal (IMC) e o método Hamwi. O IBW não é a medição perfeita de gordura, pois não mostra a porcentagem de gordura ou músculo no corpo. Por exemplo, os resultados de atletas podem indicar que estão com sobrepeso quando, na verdade, são muito aptos e saudáveis. Máquinas como a Absorciometria por dupla emissão de raios X podem medir com precisão a porcentagem e o peso de gordura, músculo e osso no corpo.

### Fórmula de Devine
A fórmula de Devine para calcular o peso corporal ideal em adultos é a seguinte:
- Peso corporal ideal masculino = 50 quilogramas (110 lb) + 0,9 quilogramas (2,0 lb) × (altura (cm) − 152)
- Peso corporal ideal feminino = 45,5 quilogramas (100 lb) + 0,9 quilogramas (2,0 lb) × (altura (cm) − 152)

### Método Hamwi
O método Hamwi é usado para calcular o peso corporal ideal de um adulto em geral:
- Peso corporal ideal masculino = 48 quilogramas (110 lb) + 1,1 quilogramas (2,4 lb) × (altura (cm) − 152)
- Peso corporal ideal feminino = 45,4 quilogramas (100 lb) + 0,9 quilogramas (2,0 lb) × (altura (cm) − 152)

## Uso

### Esportes
Muitas disciplinas em levantamento de peso ou esporte de combate separam competidores em categorias de peso.

### Medicina
O peso corporal ideal, especificamente a fórmula de Devine, é usado clinicamente por vários motivos, mais comumente para estimar a função renal na dosagem de medicamentos e para prever farmacocinética em pacientes com obesidade mórbida.

## Peso médio ao redor do mundo

### Por região
Dados de 2005:
| Região                  | População adulta (milhões) | Peso médio         | % Acima do peso | Ref    |
| ----------------------- | -------------------------- | ------------------ | --------------- | ------ |
| África                  | 535                        | 60,7 kg (133,8 lb) | 28,9%           | [ 11 ] |
| Ásia                    | 2,815                      | 57,7 kg (127,2 lb) | 24,2%           | [ 11 ] |
| Europa                  | 606                        | 70,8 kg (156,1 lb) | 55,6%           | [ 11 ] |
| América Latina e Caribe | 386                        | 67,9 kg (149,7 lb) | 57,9%           | [ 11 ] |
| América do Norte        | 263                        | 80,7 kg (177,9 lb) | 73,9%           | [ 11 ] |
| Oceania                 | 24                         | 74,1 kg (163,4 lb) | 63,3%           | [ 11 ] |
| Mundo                   | 4,630                      | 62,0 kg (136,7 lb) | 34,7%           | [ 11 ] |

### Por país
| País                        | Peso masculino médio | Peso feminino médio | População / faixa etária | Metodo        | Ano       | Ref    |
| --------------------------- | -------------------- | ------------------- | ------------------------ | ------------- | --------- | ------ |
| Afeganistão                 | 69,2 kg (152,6 lb)   | 62,6 kg (138,0 lb)  | 18–69                    | Medido        | 2018      | [ 12 ] |
| Argélia                     | 68,7 kg (151,5 lb)   | 65,1 kg (143,5 lb)  | 25–64                    | Medido        | 2005      | [ 13 ] |
| Armênia                     | 74,6 kg (164,5 lb)   | 66,4 kg (146,4 lb)  | 18–69                    | Medido        | 2016      | [ 14 ] |
| Austrália                   | 87,0 kg (191,8 lb)   | 71,8 kg (158,3 lb)  | 18+                      | Medido        | 2018      | [ 15 ] |
| Azerbaijão                  | 72,1 kg (159,0 lb)   | 65,7 kg (144,8 lb)  | 16+                      | Medido        | 2005      | [ 16 ] |
| Bangladesh                  | 55,2 kg (121,7 lb)   | 49,8 kg (109,8 lb)  | 25+                      | Medido        | 2009–2010 | [ 17 ] |
| Bielorrússia                | 69 kg (152,1 lb)     | 56 kg (123,5 lb)    | 18+                      | Medido        | 2008      | [ 18 ] |
| Belize                      | 74,2 kg (163,6 lb)   | 70,5 kg (155,4 lb)  | 20+                      | Medido        | 2010      | [ 19 ] |
| Benim                       | 63,7 kg (140,4 lb)   | 60,9 kg (134,3 lb)  | 18–69                    | Medido        | 2015      | [ 20 ] |
| Butão                       | 63,2 kg (139,3 lb)   | 57,4 kg (126,5 lb)  | 18–69                    | Medido        | 2014      | [ 21 ] |
| Botswana                    | 63,6 kg (140,2 lb)   | 64,3 kg (141,8 lb)  | 15–69                    | Medido        | 2014      | [ 22 ] |
| Brasil                      | 72,7 kg (160,3 lb)   | 62,5 kg (137,8 lb)  | 20–74                    | Medido        | 2008–2009 | [ 23 ] |
| Brunei                      | 74,1 kg (163,4 lb)   | 62,9 kg (138,7 lb)  | 19+                      | Medido        | 2010–2011 | [ 24 ] |
| Bulgária                    | 76,9 kg (169,5 lb)   | 69,1 kg (152,3 lb)  | 21-59                    | Auto-relatado | 2021      | [ 25 ] |
| Burquina Fasso              | 65,2 kg (143,7 lb)   | 59,0 kg (130,1 lb)  | 25–64                    | Medido        | 2013      | [ 26 ] |
| Camboja                     | 56,8 kg (125,2 lb)   | 50,8 kg (112,0 lb)  | 25–64                    | Medido        | 2010      | [ 27 ] |
| Camarões                    | 68,3 kg (150,6 lb)   | 67,0 kg (147,7 lb)  | 15+                      | Medido        | 2003      | [ 28 ] |
| Canadá                      | 84,6 kg (187 lb)     | 70,1 kg (155 lb)    | 18–79                    | Medido        | 2007–2009 | [ 29 ] |
| Chile                       | 77,3 kg (170,4 lb)   | 67,5 kg (148,8 lb)  | 15+                      | Medido        | 2009–2010 | [ 30 ] |
| Costa Rica - San José       | 76,6 kg (168,9 lb)   | 64,9 kg (143,1 lb)  | 20+                      | Medido        | 2010      | [ 31 ] |
| Chéquia                     | 92,1 kg (203,0 lb)   | 73,8 kg (162,7 lb)  | 25–64                    | Medido        | 2016–2017 | [ 32 ] |
| Estónia                     | 84,4 kg (186,1 lb)   | 71,2 kg (157,0 lb)  | 18+                      | Medido        | 2003–2010 | [ 33 ] |
| França                      | 77,1 kg (170 lb)     | 62,7 kg (138 lb)    | 15+                      | Medido        | 2005      | [ 34 ] |
| Geórgia                     | 84,4 kg (186,1 lb)   | 73,6 kg (162,3 lb)  | 18–69                    | Medido        | 2016      | [ 35 ] |
| Alemanha                    | 85,9 kg (189,4 lb)   | 69,2 kg (152,6 lb)  | 18+                      | Auto-relatado | 2021      | [ 36 ] |
| Índia                       | 65,0 kg (143,3 lb)   | 55,0 kg (121,3 lb)  | 16+                      | Medido        | 2020      | [ 37 ] |
| Noruega                     | 86,6 kg (190,9 lb)   | 71,6 kg (157,9 lb)  | 18+                      | Auto-relatado | 2020      | [ 38 ] |
| Omã                         | 74,9 kg (165,1 lb)   | 68,1 kg (150,1 lb)  | 18+                      | Medido        | 2017      | [ 39 ] |
| Paquistão                   | 66,0 kg (145,5 lb)   | 59,0 kg (130,1 lb)  | 18–69                    | Medido        | 2013–2014 | [ 40 ] |
| Papua-Nova Guiné            | 62,5 kg (137,8 lb)   | 56,8 kg (125,2 lb)  | 15–64                    | Medido        | 2007–2008 | [ 41 ] |
| Catar                       | 84,6 kg (186,5 lb)   | 73,4 kg (161,8 lb)  | 18–64                    | Medido        | 2012      | [ 42 ] |
| Rússia                      | 70,6 kg (155,6 lb)   | 60,2 kg (132,7 lb)  | 19+                      | Medido        | 2018      | [ 43 ] |
| Ruanda                      | 58,4 kg (128,7 lb)   | 55,9 kg (123,2 lb)  | 15–64                    | Medido        | 2012–2013 | [ 44 ] |
| São Cristóvão e Neves       | 84,5 kg (186,3 lb)   | 83,0 kg (183,0 lb)  | 25–64                    | Medido        | 2007–2008 | [ 45 ] |
| Arábia Saudita              | 77,3 kg (170,4 lb)   | 71,7 kg (158,1 lb)  | 25–64                    | Medido        | 2005      | [ 46 ] |
| Sérvia                      | 84,6 kg (186,5 lb)   | 70,0 kg (154,3 lb)  | 20+                      | Medido        | 2013      | [ 47 ] |
| Serra Leoa                  | 62,0 kg (136,7 lb)   | 59,0 kg (130,1 lb)  | 25–64                    | Medido        | 2009      | [ 48 ] |
| Ilhas Salomão               | 75,3 kg (166,0 lb)   | 70,4 kg (155,2 lb)  | 25–64                    | Medido        | 2006      | [ 49 ] |
| Coreia do Sul               | 73,34 kg (161,7 lb)  | 58,29 kg (128,5 lb) | 18+                      | Medido        | 2019      | [ 50 ] |
| Espanha                     | 82,4 kg (181,7 lb)   | 66,6 kg (146,8 lb)  | 18–64                    | Medido        | 2013      | [ 51 ] |
| Sri Lanka                   | 61,4 kg (135,4 lb)   | 54,6 kg (120,4 lb)  | 18–69                    | Medido        | 2014–2015 | [ 52 ] |
| Sudão                       | 65,4 kg (144,2 lb)   | 61,6 kg (135,8 lb)  | 18–69                    | Medido        | 2016      | [ 53 ] |
| Suécia                      | 81,9 kg (180,6 lb)   | 66,7 kg (147,0 lb)  | 16–84                    | Medido        | 2003–2004 | [ 54 ] |
| Togo                        | 63,2 kg (139,3 lb)   | 60,0 kg (132,3 lb)  | 15–64                    | Medido        | 2010      | [ 55 ] |
| Tonga                       | 99,4 kg (219,1 lb)   | 97,7 kg (215,4 lb)  | 25–64                    | Medido        | 2012      | [ 56 ] |
| Trinidad e Tobago           | 76,7 kg (169,1 lb)   | 71,1 kg (156,7 lb)  | 15–64                    | Medido        | 2011      | [ 57 ] |
| Turquia                     | 78,0 kg (172,0 lb)   | 70,1 kg (154,5 lb)  | 15+                      | Medido        | 2017      | [ 58 ] |
| Turquemenistão              | 76,6 kg (168,9 lb)   | 67,4 kg (148,6 lb)  | 18–69                    | Medido        | 2018      | [ 59 ] |
| Reino Unido – Inglaterra    | 85,4 kg (188,3 lb)   | 72,1 kg (159,0 lb)  | 16+                      | Medido        | 2019      | [ 60 ] |
| Reino Unido – País de Gales | 84,0 kg (185,2 lb)   | 69,0 kg (152,1 lb)  | 16+                      | Medido        | 2009      | [ 61 ] |
| Ucrânia                     | 80,0 kg (176,4 lb)   | 71,0 kg (156,5 lb)  | 18+                      | Medido        | 2020      | [ 62 ] |
| Estados Unidos              | 90,6 kg (199,7 lb)   | 77,5 kg (170,9 lb)  | 20+                      | Medido        | 2015–2018 | [ 63 ] |

#### Estatísticas globais
Pesquisadores da Escola de Higiene e Medicina Tropical de Londres publicaram um estudo sobre pesos médios de humanos adultos na revista BMC Public Health e na conferência das Nações Unidas Rio+20.
| Posição | País                      | Quilogramas | Libras | Tamanho relativo |
| ------- | ------------------------- | ----------- | ------ | ---------------- |
| 1       | Micronesia                | 87.398      | 192.68 | 192.68           |
| 2       | Tonga                     | 87.344      | 192.56 | 192.56           |
| 3       | United States             | 81.928      | 180.62 | 180.62           |
| 4       | Samoa                     | 78.544      | 173.16 | 173.16           |
| 5       | Kuwait                    | 77.791      | 171.50 | 171.5            |
| 6       | Australia                 | 77.356      | 170.54 | 170.54           |
| 7       | Malta                     | 76.956      | 169.66 | 169.66           |
| 8       | Qatar                     | 76.866      | 169.46 | 169.46           |
| 9       | Croatia                   | 76.412      | 168.46 | 168.46           |
| 10      | United Kingdom            | 75.795      | 167.10 | 167.1            |
| 11      | UAE                       | 75.532      | 166.52 | 166.52           |
| 12      | Greece                    | 75.038      | 165.43 | 165.43           |
| 13      | Cyprus                    | 74.802      | 164.91 | 164.91           |
| 14      | Egypt                     | 74.271      | 163.74 | 163.74           |
| 15      | Barbados                  | 73.831      | 162.77 | 162.77           |
| 16      | Belarus                   | 73.663      | 162.40 | 162.4            |
| 17      | Bahrain                   | 73.550      | 162.15 | 162.15           |
| 18      | Germany                   | 73.042      | 161.03 | 161.03           |
| 19      | Solomon Islands           | 72.797      | 160.49 | 160.49           |
| 20      | Austria                   | 72.743      | 160.37 | 160.37           |
| 21      | Saudi Arabia              | 72.638      | 160.14 | 160.14           |
| 22      | Iceland                   | 72.584      | 160.02 | 160.02           |
| 23      | Trinidad & Tobago         | 72.538      | 159.92 | 159.92           |
| 24      | Argentina                 | 72.434      | 159.69 | 159.69           |
| 25      | Bahamas                   | 72.380      | 159.57 | 159.57           |
| 26      | Finland                   | 72.348      | 159.50 | 159.5            |
| 27      | Israel                    | 71.912      | 158.54 | 158.54           |
| 28      | Czech Rep.                | 71.640      | 157.94 | 157.94           |
| 29      | New Zealand               | 71.631      | 157.92 | 157.92           |
| 30      | Bulgaria                  | 71.459      | 157.54 | 157.54           |
| 31      | Russia                    | 71.418      | 157.45 | 157.45           |
| 32      | Slovenia                  | 71.200      | 156.97 | 156.97           |
| 33      | Slovakia                  | 71.060      | 156.66 | 156.66           |
| 34      | Albania                   | 71.019      | 156.57 | 156.57           |
| 35      | Bosnia                    | 71.001      | 156.53 | 156.53           |
| 36      | Switzerland               | 70.987      | 156.50 | 156.5            |
| 37      | Rep. of Moldova           | 70.978      | 156.48 | 156.48           |
| 38      | Venezuela                 | 70.788      | 156.06 | 156.06           |
| 39      | Chile                     | 70.593      | 155.63 | 155.63           |
| 40      | Georgia                   | 70.561      | 155.56 | 155.56           |
| 41      | Spain                     | 70.556      | 155.55 | 155.55           |
| 42      | Azerbaijan                | 70.484      | 155.39 | 155.39           |
| 43      | Hungary                   | 70.443      | 155.30 | 155.3            |
| 44      | Libya                     | 70.429      | 155.27 | 155.27           |
| 45      | Luxembourg                | 70.270      | 154.92 | 154.92           |
| 46      | Tajikistan                | 70.234      | 154.84 | 154.84           |
| 47      | Portugal                  | 70.193      | 154.75 | 154.75           |
| 48      | Lithuania                 | 70.153      | 154.66 | 154.66           |
| 49      | Grenada                   | 70.139      | 154.63 | 154.63           |
| 50      | Panama                    | 69.939      | 154.19 | 154.19           |
| 51      | Ireland                   | 69.926      | 154.16 | 154.16           |
| 52      | Canada                    | 69.767      | 153.81 | 153.81           |
| 53      | Jordan                    | 69.649      | 153.55 | 153.55           |
| 54      | St Vincent & Grenadines   | 69.590      | 153.42 | 153.42           |
| 55      | Belize                    | 69.377      | 152.95 | 152.95           |
| 56      | Poland                    | 69.241      | 152.65 | 152.65           |
| 57      | Macedonia                 | 69.209      | 152.58 | 152.58           |
| 58      | Italy                     | 69.205      | 152.57 | 152.57           |
| 59      | Jamaica                   | 69.064      | 152.26 | 152.26           |
| 60      | Sweden                    | 69.064      | 152.26 | 152.26           |
| 61      | Turkey                    | 69.046      | 152.22 | 152.22           |
| 62      | Cuba                      | 69.037      | 152.20 | 152.2            |
| 63      | Mexico                    | 69.023      | 152.17 | 152.17           |
| 64      | Mongolia                  | 68.910      | 151.92 | 151.92           |
| 65      | Uruguay                   | 68.873      | 151.84 | 151.84           |
| 66      | Belgium                   | 68.801      | 151.68 | 151.68           |
| 67      | Suriname                  | 68.778      | 151.63 | 151.63           |
| 68      | Latvia                    | 68.778      | 151.63 | 151.63           |
| 69      | Norway                    | 68.774      | 151.62 | 151.62           |
| 70      | Netherlands               | 68.746      | 151.56 | 151.56           |
| 71      | Ukraine                   | 68.674      | 151.40 | 151.4            |
| 72      | Guatemala                 | 68.579      | 151.19 | 151.19           |
| 73      | Saint Lucia               | 68.438      | 150.88 | 150.88           |
| 74      | Armenia                   | 68.424      | 150.85 | 150.85           |
| 75      | Nicaragua                 | 68.415      | 150.83 | 150.83           |
| 76      | Vanuatu                   | 68.229      | 150.42 | 150.42           |
| 77      | El Salvador               | 68.220      | 150.40 | 150.4            |
| 78      | Lebanon                   | 68.170      | 150.29 | 150.29           |
| 79      | Ecuador                   | 68.166      | 150.28 | 150.28           |
| 80      | Fiji                      | 68.048      | 150.02 | 150.02           |
| 81      | Bolivia                   | 68.034      | 149.99 | 149.99           |
| 82      | Dominican Rep.            | 67.993      | 149.90 | 149.9            |
| 83      | Denmark                   | 67.957      | 149.82 | 149.82           |
| 84      | Costa Rica                | 67.853      | 149.59 | 149.59           |
| 85      | Tunisia                   | 67.726      | 149.31 | 149.31           |
| 86      | Iran                      | 67.608      | 149.05 | 149.05           |
| 87      | Turkmenistan              | 67.563      | 148.95 | 148.95           |
| 88      | Paraguay                  | 67.445      | 148.69 | 148.69           |
| 89      | Peru                      | 67.440      | 148.68 | 148.68           |
| 90      | Syria                     | 67.422      | 148.64 | 148.64           |
| 91      | Guyana                    | 67.032      | 147.78 | 147.78           |
| 92      | France                    | 66.782      | 147.23 | 147.23           |
| 93      | Estonia                   | 66.732      | 147.12 | 147.12           |
| 94      | Equatorial Guinea         | 66.451      | 146.50 | 146.5            |
| 95      | Romania                   | 66.401      | 146.39 | 146.39           |
| 96      | Colombia                  | 66.370      | 146.32 | 146.32           |
| 97      | Uzbekistan                | 66.351      | 146.28 | 146.28           |
| 98      | Kazakhstan                | 66.265      | 146.09 | 146.09           |
| 99      | Brazil                    | 66.093      | 145.71 | 145.71           |
| 100     | Mauritius                 | 66.052      | 145.62 | 145.62           |
| 101     | Iraq                      | 66.034      | 145.58 | 145.58           |
| 102     | Lesotho                   | 65.966      | 145.43 | 145.43           |
| 103     | Honduras                  | 65.834      | 145.14 | 145.14           |
| 104     | Oman                      | 65.803      | 145.07 | 145.07           |
| 105     | South Africa              | 65.667      | 144.77 | 144.77           |
| 106     | Kyrgyzstan                | 65.413      | 144.21 | 144.21           |
| 107     | Botswana                  | 65.045      | 143.40 | 143.4            |
| 108     | Cameroon                  | 64.832      | 142.93 | 142.93           |
| 109     | Morocco                   | 64.764      | 142.78 | 142.78           |
| 110     | South Korea               | 64.392      | 141.96 | 141.96           |
| 111     | Mauritania                | 64.179      | 141.49 | 141.49           |
| 112     | Algeria                   | 63.639      | 140.30 | 140.3            |
| 113     | Gabon                     | 62.845      | 138.55 | 138.55           |
| 114     | Ghana                     | 62.491      | 137.77 | 137.77           |
| 115     | Cape Verde                | 62.296      | 137.34 | 137.34           |
| 116     | Papua New Guinea          | 62.251      | 137.24 | 137.24           |
| 117     | Eswatini                  | 62.097      | 136.90 | 136.9            |
| 118     | Djibouti                  | 62.015      | 136.72 | 136.72           |
| 119     | Haiti                     | 61.698      | 136.02 | 136.02           |
| 120     | Comoros                   | 61.044      | 134.58 | 134.58           |
| 121     | Zimbabwe                  | 61.022      | 134.53 | 134.53           |
| 122     | Brunei                    | 60.945      | 134.36 | 134.36           |
| 123     | Sierra Leone              | 60.854      | 134.16 | 134.16           |
| 124     | Nigeria                   | 60.745      | 133.92 | 133.92           |
| 125     | Malaysia                  | 60.682      | 133.78 | 133.78           |
| 126     | China                     | 60.555      | 133.50 | 133.5            |
| 127     | Angola                    | 60.387      | 133.13 | 133.13           |
| 128     | Senegal                   | 60.373      | 133.10 | 133.1            |
| 129     | Benin                     | 60.282      | 132.90 | 132.9            |
| 130     | Mali                      | 60.078      | 132.45 | 132.45           |
| 131     | Yemen                     | 59.802      | 131.84 | 131.84           |
| 132     | Philippines               | 59.715      | 131.65 | 131.65           |
| 133     | Namibia                   | 59.584      | 131.36 | 131.36           |
| 134     | Sudan                     | 59.407      | 130.97 | 130.97           |
| 135     | Togo                      | 59.280      | 130.69 | 130.69           |
| 136     | Guinea                    | 59.112      | 130.32 | 130.32           |
| 137     | Japan                     | 59.017      | 130.11 | 130.11           |
| 138     | Pakistan                  | 58.976      | 130.02 | 130.02           |
| 139     | Singapore                 | 58.935      | 129.93 | 129.93           |
| 140     | Thailand                  | 58.786      | 129.60 | 129.6            |
| 141     | Côte d'Ivoire             | 58.727      | 129.47 | 129.47           |
| 142     | Laos                      | 58.436      | 128.83 | 128.83           |
| 143     | Chad                      | 58.196      | 128.30 | 128.3            |
| 144     | Niger                     | 57.933      | 127.72 | 127.72           |
| 145     | Maldives                  | 57.647      | 127.09 | 127.09           |
| 146     | São Tomé and Príncipe     | 57.561      | 126.90 | 126.9            |
| 147     | Burkina Faso              | 57.456      | 126.67 | 126.67           |
| 148     | Congo                     | 57.384      | 126.51 | 126.51           |
| 149     | Tanzânia                  | 57.293      | 126.31 | 126.31           |
| 150     | Gâmbia                    | 57.071      | 125.82 | 125.82           |
| 151     | Uganda                    | 57.007      | 125.68 | 125.68           |
| 152     | Afeganistão               | 56.935      | 125.52 | 125.52           |
| 153     | Malawi                    | 56.681      | 124.96 | 124.96           |
| 154     | Ruanda                    | 56.635      | 124.86 | 124.86           |
| 155     | Mianmar                   | 56.354      | 124.24 | 124.24           |
| 156     | Quênia                    | 56.264      | 124.04 | 124.04           |
| 157     | Guiné-Bissau              | 56.087      | 123.65 | 123.65           |
| 158     | Moçambique                | 55.955      | 123.36 | 123.36           |
| 159     | República Centro-Africana | 55.946      | 123.34 | 123.34           |
| 160     | Zâmbia                    | 55.910      | 123.26 | 123.26           |
| 161     | Camboja                   | 55.742      | 122.89 | 122.89           |
| 162     | Libéria                   | 55.533      | 122.43 | 122.43           |
| 163     | Somália                   | 55.375      | 122.08 | 122.08           |
| 164     | Madagascar                | 55.157      | 121.60 | 121.6            |
| 165     | Burundi                   | 54.127      | 119.33 | 119.33           |
| 166     | Congo (Brazzaville)       | 53.501      | 117.95 | 117.95           |
| 167     | Etiópia                   | 53.057      | 116.97 | 116.97           |
| 168     | Índia                     | 52.943      | 116.72 | 116.72           |
| 169     | Coreia do Norte           | 52.589      | 115.94 | 115.94           |
| 170     | Indonésia                 | 52.467      | 115.67 | 115.67           |
| 171     | Eritreia                  | 52.041      | 114.73 | 114.73           |
| 172     | Timor-Leste               | 51.950      | 114.53 | 114.53           |
| 173     | Butão                     | 51.142      | 112.75 | 112.75           |
| 174     | Vietnã                    | 50.725      | 111.83 | 111.83           |
| 175     | Nepal                     | 50.476      | 111.28 | 111.28           |
| 176     | Sri Lanka                 | 50.421      | 111.16 | 111.16           |
| 177     | Bangladesh                | 49.591      | 109.33 | 109.33           |
| —       | média mundial             | 61.997      | 136.68 | 136.68           |